# Palacio de Justicia del Condado de Jefferson (Birmingham)
El Palacio de Justicia del Condado de Jefferson en Birmingham, Alabama es el principal juzgado del condado de la ciudad de Jefferson, en el estado de Alabama (Estados Unidos). Es el sexto edificio principal del palacio de justicia del condado y el tercero en Birmingham. La primera piedra se colocó en 1929 y el edificio se completó en 1932. El palacio de justicia anterior fue demolido en 1937. El nuevo juzgado se agregó al Registro Nacional de Lugares Históricos en 1982.

## Historia
Fue diseñado por el estudio de arquitectura de Chicago Holabird & Root, que también diseñó Soldier Field.
El diseño art déco del palacio de justicia presenta paneles en bajorrelieve de piedra caliza del escultor Leo Friedlander que representan la historia local y las influencias industriales de la ciudad, y también incluye diseños geométricos que se asemejan a esvásticas. El interior del vestíbulo cuenta con murales monumentales de John W. Norton que contrastan el "Viejo Sur" con el "Nuevo Sur".
El palacio de justicia está junto a la Biblioteca Pública de Birmingham en el lado este de Linn Park. Se enfrenta al Ayuntamiento de Birmingham, que se completó en 1950. Otros edificios públicos alrededor del parque, que sirve como una "plaza municipal", incluyen el Auditorio Boutwell, el Museo de Arte de Birmingham y el Birmingham Board of Education Building.
Entre 1963-1964 se construyó un anexo de estilo internacional, también vestido con piedra caliza.